# Лежава, Илья Георгиевич
Илья́ Гео́ргиевич Лежа́ва (11 марта 1935, Москва — 28 сентября 2018, там же) — советский и российский архитектор, Заслуженный архитектор Российской Федерации, доктор архитектуры, профессор кафедры градостроительства МАрхИ, академик, вице-президент Российской академии архитектуры и строительных наук, лауреат премии имени Чуми, действительный член Академии архитектурного наследия, действительный член Международной академии архитектуры (МААМ), академик Академии культурного наследия. Один из лидеров концептуального футуристического градостроительного направления НЭР. Новый элемент расселения. Один из основателей русского направления бумажной архитектуры. Руководитель более пятидесяти студенческих проектов, выигравших международные архитектурные конкурсы. Куратор международных выставок российской архитектуры. 

## Биография и творческая жизнь

### Детство
Илья Лежава родился в Москве 11 марта 1935 года, в семье архитекторов. Отец — Георгий Ильич Лежава, один из лидеров грузинской архитектуры, автор Дома правительства в Тбилиси, павильонов Грузинской ССР на ВСХВ 1939 г. Мать — Мария Ильинична Джандиери, грузинская княжна, известный в Москве архитектор.
Во время Великой Отечественной войны Илья Лежава жил в Москве с матерью, а также в эвакуации в Астрахани. Отец его долго считался пропавшим без вести, но затем вернулся из плена.
 
После войны Илья Лежава часто проводил лето в Грузии, где помогал отцу с обмерами грузинских памятников архитектуры.
 
Лежава закончил московскую школу № 31 в 1954 году. Поступил в Московский архитектурный институт, где стал заметен с первых курсов яркими проектами. Во время обучения занимался пешеходным туризмом, вместе с друзьями посетил своим ходом множество регионов СССР, в том числе высокогорные местности Кавказа, Заполярье, тайгу.

### НЭР. Новый элемент расселения
На пятом курсе МАрхИ (Московского архитектурного института)  Лежава был приглашён Андреем Бабуровым и Алексеем Гутновым в группу единомышленников для коллективной дипломной работы. Дружба и соавторство Лежавы и Гутнова продлились до кончины Гутнова в 1986 г. Яркие личности дополняли друг друга.

Группа НЭР в МАрхИ разрабатывала новое концептуальное футуристическое направление в градостроительстве — Новый элемент расселения. Проект развивался в условиях жестких ограничений в советском градостроительстве, но оказал влияние на архитекторов—теоретиков и практиков. Идеи проекта были изложены в книге «Новый элемент расселения: на пути к новому городу» (Стройиздат, 1966 г.). Книга была переведена на множество языков, издана во многих странах и стала мировым архитектурным бестселлером.

Позднее идеи НЭР легли в основу кандидатских, докторских диссертаций и практических проектов участников группы (таких как реконструкция Арбата и Столешникова переулка в Москве, разработок А. Гутнова для Москвы и других).

Изобретенные НЭРом понятия — каркас, ядро, ткань и плазма — вошли в урбанистический словарь; проектные идеи самодостаточных городских единиц и линейных систем расселения до сих пор актуальны. НЭР вообще показал, что будущее возможно, что не все проекты стареют, что есть такие, которые и сейчас не поздно реализовывать к общему благу.  .

Тема НЭР развивалась в течение всей жизни И. Г. Лежавы. Три совершенно отличных друг от друга стадии НЭР экспонировались на всемирных архитектурных выставках и были признаны мировым сообществом. Книга, в которой изложены исследования и тезисы второго варианта НЭР: «Будущее города» — Стройиздат, 1977 г., также стала мировым архитектурным бестселлером.
 
В начале XXI века тема НЭР преобразовалась в доктрину Лежавы. Он выступал с тезисами и докладами, а в рамках работы над японским конкурсом «Город будущего» был создан проект «Сибстрим» — линейная система расселения России. 

### Дворец Советов
После окончания института с 1961 по 1962 год Илья Лежава работал в Управлении по проектированию второго варианта Дворца Советов. На месте храма Христа Спасителя к этому моменту уже открылся бассейн. Второй вариант Дворца Советов был запроектирован в модернистском стиле на гигантском пустыре за Университетом, на Ленинских горах. В проектировании Дворца были заняты лучшие зодчие, скульпторы и художники того времени. Дворец строить не стали, уникальный художественный материал практически не сохранился. В процессе проектирования происходило множество курьезов и розыгрышей, описанных Лежавой в сборнике «МАРХИ XX век». Одним из событий стал приезд американского застройщика мистера Даунинга, который был в восторге от Дворца, а через несколько лет построил в Вашингтоне очень похожий на него Центр имени Джона Кеннеди.

Илья Лежава:

Второй Дворец Советов имел печальную судьбу. Его забыли. Вычеркнули из истории советской архитектуры. Растеряли эскизы. Напрасно. Первый Дворец Советов был великим символом 1930-х, второй Дворец Советов — не менее значимым символом 1960-х.

### Научная и педагогическая деятельность
В 1962 году И. Лежава вместе с некоторыми другими участниками группы НЭР был приглашен на кафедру градостроительства МАрхИ. Лежава преподавал в МАрхИ с 1962 года и до последних дней, в целом более шестидесяти лет, всю активную творческую жизнь, он отдал институту. 
И. Г. Лежава и А. Э. Гутнов, по следам проекта НЭР одновременно защитили кандидатские диссертации. 
 С 1979 года  Лежава — Заведующий кафедрой Градостроительства МАрхИ, преемник Н. Н. Улласа. 
 В 1988 году Лежава защитил докторскую диссертацию по теме: «Функция и структура формы», в которой доказывал, что функция здания не определяет его форму. 

Лежава стал одним из первых профессоров в своем поколении. 
 Под руководством Лежавы выпущены сотни дипломных работ, десятки магистерских диссертаций, более 20 кандидатских диссертаций, около 10 докторских диссертаций. 
С 1987 по 2007 годы Лежава — проректор по научной работе МАрхИ. В этот период Лежава создал в МАрхИ научно-производственный центр. Позднее Лежава занимался созданием на базе МАрхИ современного ВХУТЕМАСа — лабораторий всех искусств, создающих современный город, с проектными и реставрационными мастерскими и выставочными площадками.
Более 20 лет И. Г. Лежава возглавлял Совет МАрхИ по присуждению докторских степеней. Лежава являлся консультантом аспирантов со всей России.

С 2011 года — Вице-президент Российской академии архитектуры и строительных наук. 

В рамках научной и педагогической деятельности И. Лежава путешествовал по всем континентам, посетил более 60 стран, многие из которых несколько раз. Читал лекции и вел студийные занятия в 15 странах мира (Франция, Голландия, США, Мексика, Аргентина, Япония, Китай, Вьетнам, Польша, Югославия и др.)
 Лежава готовил и монтировал масштабные выставки, посвящённые архитектуре и градостроительству СССР и России в семи странах. В том числе в Центре Жоржа Помпиду (во Франции четыре выставки), в Англии, Японии и других. 

#### Бумажная архитектура
В конце 1980 годов И. Г. Лежава стал одним из основателей направления Бумажная архитектура. Под его руководством студентами было выиграно множество престижных международных конкурсов (Бельгия, Голландия, Франция, Япония и др.) Более 50 премий, из которых 9 первых премий. В Японии вышло несколько архитектурных журналов, посвященных конкурсным работам студентов МАрхИ. В связи с победами Лежава посещал со студентами зарубежные страны в те годы, когда выезд был ещё закрыт.

А. П. Кудрявцев:

Илья фактически ввел МАрхИ на международную орбиту — головокружительная первая победа — премия ЮНЕСКО на конгрессе МСА его ученика В. Кирпичёва, при их совместном авторстве, потом выставка в Париже, Милане, бесчисленные международные конкурсы, наконец, рождение из зарубежных журнальных конкурсов явления «бумажной архитектуры». Все герои этого движения единодушно признают осеняющую роль Лежавы.

Михаил Хазанов охарактеризовал Лежаву так: «играющий тренер». Лежава знал некий секрет побед, был стратегом, при этом работал руками вместе со студентами.
Явление «бумажной архитектуры» существовало со времён Пиранези, но с подачи Лежавы закрепилось над конкурсными работами студентов МАрхИ,, обрело новую силу и оформилось в самостоятельный жанр архитектурного концептуализма. В условиях чрезмерно регламентированной ситуации в сфере строительства СССР, «архитектурная поэзия», предсказательные и графически безупречно выполненные проекты «бумажников» явились глотком воздуха. Проекты повлияли на расширение архитектурного сознания, понимание социальной роли архитектуры и её связи с природой, культурой, историей. Активное участие бумажников в конкурсах закончилось к 1988 году, но их выставки шли во многих городах мира. Сегодня проекты молодых архитекторов стали классикой, несколько сотен работ находятся в крупнейших музеях мира.

#### Педагогический метод и словарь Лежавы
Лежава обладал феноменальной памятью, образным мышлением и неиссякаемым чувством юмора. Ассистенты Лежавы сформировали словарь образных выражений, шуток и анекдотов, которые Лежава использовал на консультациях. 
Присутствие Лежавы в МАрхИ определялось по голосу, который был слышен на всех этажах, так как от природы голос опирался на диафрагму. Лежава любил громогласно делать реплики из зала, покрывая любые усилители. 
Уникальность Лежавы как Педагога и Ученого проявлялась в мгновенной эмпатии к студенту, аспиранту, любому обратившемуся, умении увидеть корень работы и возможности говорить на одном языке, при этом используя яркие образы и глубокую эрудицию. 
   
Отзывы учеников: 

«Уникальный, бесконечно талантливый, открытый, свободный, бесстрашный, великий человек!» 

«Вы не давали нам сдаться». «Фантастический человек».

«Никогда больше не встречал вечно актуальных людей».
   
Е. Кожушаная, ассистент Лежавы: 

Лежава не внушал наборов правил, не клонировал себя, не навязывал проверенные шаблоны. Он формировал мышление. Учил не мельтешить, как управдом, который пристраивает помещения, а стать композитором, который управляет пространством. 
 
Все учебные проекты для Лежавы — инструменты по развитию Личности, которой откроется новое измерение в ней самой. И не только в архитектуре. Один эскиз мог изменить ваше мышление навсегда. Три линии поверх вашего эскиза могли вывести вас на новую дорогу проектирования. 

#### Известные ученики
В орбите влияния Лежавы оказалось большое количество деятелей архитектуры и науки. Многие мастера, не являясь студентами его групп, причисляют себя к ученикам Лежавы. 
В проектных, конкурсных и научных группах И. Г. Лежавы в разные годы участвовали: 

Аввакумов Ю.; Андреев П.; Белов М.; Кирпичёв В.; Ньюджент Т.; Скуратов С.; Хазанов М.

Преемником архитектурных и педагогических методов, а также доктрины Лежавы является его аспирант, ассистент, соавтор проектных и научных работ, проректор и преподаватель МАрхИ, Михаил Шубенков.

### Семья
У Лежавы многочисленная дружная семья и пять правнуков. Один из правнуков — полный тёзка прадеда, по имени Илья Георгиевич Лежава.
 
Е. Мунарес, ассистент Лежавы:

Часто кто-то из многочисленных членов семьи Лежавы приходил в его мастерскую (которая находилась в МАрхИ). Однажды пришла старшая дочь Маша. Охранник был новеньким, и спросил, кто она. Маша ответила: «Я — Лежава». «Все вы тут Лежавы» — ответил охранник.

## Память

### Медаль имени Лежавы
Постановлением президиума Российской академии архитектуры и строительных наук от 02.11.2019 г. принято решение об учреждении Медали РААСН имени И. Г. Лежавы «В память о выдающемся советском и российском архитекторе, теоретике и практике градостроительства, академике РААСН, заслуженном архитекторе Российской Федерации». Медаль планируется присуждать ежегодно одному из выпускников российской архитектурных вузов или факультетов, гражданину Российской Федерации, за выпускную квалификационную работу на присвоение квалификации «МАГИСТР» по направлению «Градостроительство». 

### О Лежаве
Журнал «Архитектура и строительство России», № 4 (228), 2018 посвятил Лежаве И. Г. раздел: «Архитектурное наследие». Тексты о Лежаве написали его ученики и коллеги: Н. Ф. Метленков, А. П. Кудрявцев, З. В. Харитонова, Г. Г. Дюментон, М. В. Шубенков, О. И. Адамов, Е. А. Ахмедова, А. А. Дембич, Е. Кожушаная, А. А. Малинов, А. В. Меренков, Е. Мунарес, Т. Нюджент, С. Б. Поморов, Ю. С. Янковская 

## Проекты и постройки

### Основные постройки
- Комплекс «Неглинная плаза» на Трубной площади, 2008 г., совместно с М. В. Шубенковым, Ю. В. Кузиным, Н. Р. Зориной
- Офисный центр на ул. Рождественка, д. 17, в авторском коллективе.
- Офисный центр в Дмитровском переулке, д. 7, 2006. г., в авторском коллективе
- Жилой посёлок «Вербовский» в г. Муром на 25 тысяч жителей

### Конкурсные проекты
- Конкурсный проект «Зарядье», 2004 г.
- Конкурс Международного газового союза «Город 2100», проект «Сибстрим», 2003 г.
- Реконструкции центров городов: Мурманска, Ярославля, Нижнего Новгорода, Ташкента (удостоены премий)
- Конкурсы на застройку жилых районов Таллина и Тбилиси
- Конкурсные проекты реконструкции Москвы 1966 и 1968 годов (1-я и 2-я премии)

### Нереализованные проекты
- Освоение подземного пространства II очереди реставрации комплекса зданий  Государственного Академического Большого театра в Москве, 2004
- Проект офисного центра у метро Проспект Вернадского, г.  Москва, 2005
- Проекты комплексов торгово-сервисных переходов с подземными гаражами на Каширском шоссе; на Симферопольском шоссе в г. Москве, 2006 г.
- Проект жилого комплекса в Тружниковом переулке в г. Москве, 2007

### Патенты
- Авторское свидетельство «За создание минимизированной жилой ячейки для экстремальных условий», 1981 г.[4]

## Премии и награды
- Заслуженный архитектор Российской Федерации
- Премия «Золотое сечение» за проект комплекса «Неглинная Плаза», 2005 г., совместно с М. В. Шубенковым, Ю. В. Кузиным, Н. Р. Зориной
- Премия Москомархитектуры за проект делового центра в Дмитровском пер. в г. Москве
- Почётный работник Высшей школы
- Почетный член Международного форума молодых архитекторов
- Премия Международного союза архитекторов в области критики и образования в архитектуре имени Б. Чуми
- Золотая медаль Российской Академии художеств
- Медаль САР им. И. В. Жолтовского «За выдающийся вклад в архитектурное образование»
- Первая премия на Международном конкурсе ОИСТТ (Франция, 1977)

## Публикации

### Книги
- «Москва», глава «Тридцать первая конца сороковых», издательство «Близнецы», 2008 г.
- «Control patrocinio della Commissione svizzera per L’UNESCO NEW MOSKOW 4», статья «The line and the cirkle», 2007 г.
- «МАРХИ XX ВЕК» — ИД «Салон-Пресс», 2006 г. Сборник воспоминаний в пяти томах, Том III 1955-1958, тексты Лежавы И. Г.:
  - Арбатские воспоминания
  - Москва пятидесятых или средовая ностальгия
  - История группы НЭР
  - Управление по строительству Дворца Советов
  - Заметки о Леонидове
- «Градостроительное проектирование» — Стройиздат, 1989 г., учебник, Авдотьин Л. Н., Лежава И. Г., Смоляр И. М.
- «Организация и пространственное моделирование в учебном архитектурном проектировании» — «Наука», 1980 г., учебник, в авторском коллективе
- «Будущее города» — Стройиздат, 1977 г., Гутнов А. Э., Лежава И. Г.
- «Новый элемент расселения: на пути к новому городу» — Стройиздат, 1966 г., Гутнов А., Лежава И., Бабуров А., Г. Дюментон, С. Садовский, З. Харитонова. Переведена на многие иностранные языки и издана в США, Италии и Великобритании и др.:
  - «The ideal Communist City», George Brazillr, New York
  - «Idee per La Citta Comunista», Il Saggiatore, Milano, 1968

### Статьи
- Блог статей Лежавы И. Г.
  - Вспомнить всё О влиянии русской архитектуры на мировую.
  - Будущее города Как будет выглядеть пресловутый «город будущего»? (статья также опубликована в «ПРОЕКТ Россия/Project Russia», № 58 выпуск «Дома архитекторов»)
  - Барселонский павильон и архитектура перетекающих пространств
  - Ле Корбюзье. Восприятие пространства
  - Ле Корбюзье. Города
  - Четыре стадии обучения в архитектуре (статья также опубликована в «Градостроительство city and tawn planning» Вестник архитектуры и урбанистики (Казань), № 1 (11), 2011)
- «Казань - территория многообразия», совместно с Дембичем А. А., журнал «Архитектура и строительство России», № 4 (228), 2018.[1]
- «Линейные города», Отечественные записки № 3 (48) 2012 г.
- «Россия линейная», журнал «Градостроительство», № 2, 2012.
- «На путях к новому расселению в России при переходе к информационному обществу, основанному на сочетаниях науки и техники». Электронный журнал «AMIT», № 4, 2012.
- «Эта удивительная команда. Об архитектурном бюро «Остоженка», TATLIN MONO, 14/12/12[9]
- «Швамбрания 1947», «Made in Future», Зима 2008-2009
- «Выбор XXI века — Линейная система расселения», Известия КазГАСУ, № 2 (12), 2009 г.[10]
- Круг или линия, Москвовед, 03.03.2009
- «Страна может рассыпаться», «Территория и планирование», №3 (21), 2009 г.
- «Города будущего на линии 2100», «Мир & дом», №4, 2006 г.
- «Проблемы освоения подземного пространства центра Москвы» (совместно с Голубевым), «Основания, фундамент и механика грунтов», №4, 2004 г.
- «New Moscow. The line and the circle», Center of Contemporary Architecture, Russia in collaboration with Mendrisio Academy Press
- «Группа НЭР. Четыре проблемы архитектуры будущего», Гутнов А., Лежава И., L’Architecture D’Aujourd’hui, № 1, 1970

### Интервью
- «BERLOGUS» 06.06.2016 «Всё в нас, а не в здании»
- «URBAN magazine» 01.09.2013 Интервью: «Вслед за солнцем»
- Канал ОТР. «Большая наука. Есть только миг. Где будут жить люди будущего?» 20.06.2013
- Эксперт-ТВ «Архитектурные идеи для Москвы», 19.10.2012
- ВЗГЛЯД Деловая Газета, «Контроль не достаточен», 17.04.2012
- Русский журнал «Линейная столица России», 26.10.2011
- Союз Архитекторов России. Илья Лежава «о чиновничьем городе»: «никто не заметит, что чиновники куда-то уехали», 04.07.2011
- И. Г. Лежава, интервью на тему: «Надо ли объединять Москву и область?», LENTA.ru 05.11.10
- Илья Лежава, интервью на радио МАЯК
- «Остывшая музыка», «Политический журнал», №38 (89), 2005 г.
- Сибстрим. Города будущего на линии 2100, «Русский Архипелаг», ноябрь 2007 г.